# Баша (турцизам)
Баша (од турског baş = „глава“) је назив који је кориштен у турској војсци за команданте војних јединица. Тако су постојали бимбаша, одабаша, буљубаша (буљукбаша), јузбаша, башага, делибаша и тако даље.
Од ове речи је настало презиме Башић